# Diaspora québécoise
La diaspora québécoise désigne l'ensemble des Québécois établis hors du Québec. Plus largement, elle réfère à tous les individus dont les ancêtres se sont exilés. La plus grande partie de cette diaspora s'est formée avec le départ, par vagues, d'environ 900 000 Canadiens français en direction des États-Unis, notamment de la Nouvelle-Angleterre, entre le milieu du XIXe siècle et la Grande Dépression des années 1930. Ce mouvement d'émigration fut qualifié à l'époque de « Grande saignée » ou de « Grande hémorragie ».

## Par pays

### États-Unis
Plusieurs personnalités québécoises Olivar Asselin, Honoré Beaugrand, Edmond de Nevers et Jules-Paul Tardivel sont des Américains d'origine québécoise ayant décidé de s'établir dans le pays de naissance de leurs parents ou grands-parents. Parallèlement, d'autres Franco-Américains tel Jack Kerouac évolueront dans le milieu anglophone et y laisseront une marque importante dans la culture américaine. 

#### Nouvelle-Angleterre

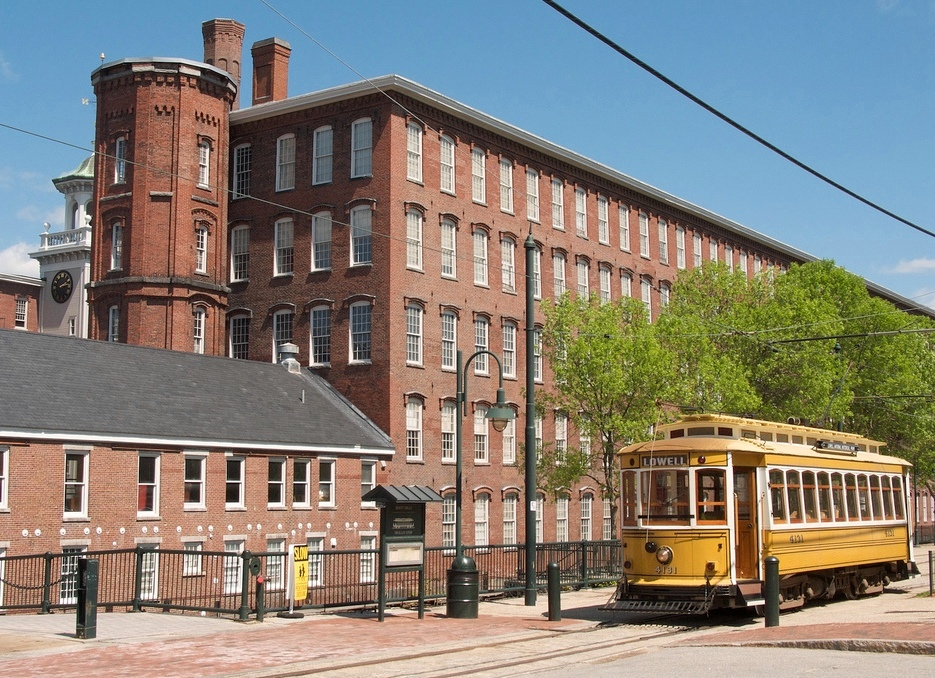
Au XIXe siècle, des milliers de québécois partent travailler dans des villes industrielles de la Nouvelle-Angleterre comme Lowell.

Certains des États de la Nouvelle-Angleterre ont acquis une importante population en provenance du Québec, surtout dans la deuxième moitié du XIXe siècle, en raison d'une pénurie de terres agricoles exploitables dans les Seigneuries existantes et du refus de Londres en 1831 d'acquiescer aux prières du gouverneur, de l'Assemblée, des seigneurs et des censitaires de permettre la création de nouvelles seigneuries. Les cantons, étant réservés aux loyalistes et aux immigrants des Îles Britanniques, des milliers de Canadiens français franchissent donc la frontière en quête de travail, s'orientant alors comme ouvrier dans des villes industrielles. Parmi celles-ci, on retrouve Lowell, Lawrence et New Bedford, dans le Massachusetts ; Woonsocket, dans le Rhode Island; Manchester et Nashua, dans le New Hampshire ; Biddeford,  Brunswick et Lewiston, dans le Maine.
Les francophones ont souvent épousé des Irlandaises, du fait que ces deux groupes ethniques étaient à majorité catholique et que les mariages interreligieux étaient déconseillés à l'époque. Ils ont contribué à la construction de plusieurs écoles, villages et paroisses dans le diocèse de Manchester, le diocèse de Hartford, le diocèse de Providence, le diocèse de Burlington, le diocèse de La Crosse, le diocèse de Marquette et le diocèse de Fall River.
Après la pendaison de Louis Riel et le génocide des Métis dans l’Ouest canadien, le gouvernement canadien appliqua une politique de colonisation dans l’Ouest canadien, en y distribuant des subventions et en y donnant des terres. Il y eut une vaste campagne de promotion en Europe. Il est important de noter que ces privilèges n’étaient pas disponibles pour les Québécois, qui manquaient de terres à cultiver. Cela peut expliquer le choix d'un exil vers les États-Unis plutôt que vers l’Ouest canadien.

#### Sud-Est des États-Unis

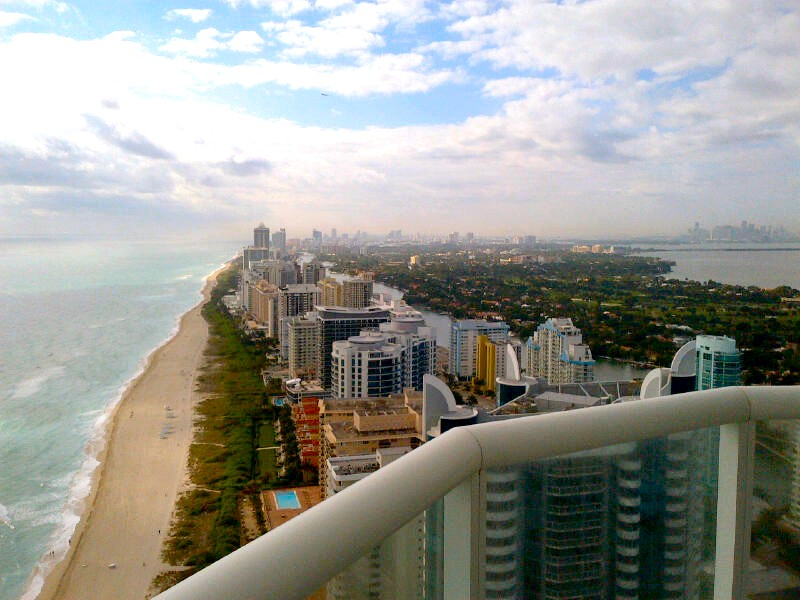
Au XXe siècle, de nombreux québécois se sont expatriés entièrement ou partiellement (durant l'hiver) dans les environs du comté de Miami-Dade.

Dans un autre ordre d'idées, un phénomène populaire invite plusieurs Canadiens à leur migration dans les États du Sud des États-Unis tels que l'Arizona et la Floride, dans les pays des Caraïbes et de l'Océanie ainsi que sur l'île de Vancouver où les hivers sont généralement plus doux. Ce phénomène s'étend à toute catégorie d'âge sans restriction bien qu'il soit présent notamment auprès des personnes retraitées.
Ces gens que l'on nomme « Snowbirds (en) » y passent l'hiver, généralement six mois, et reviennent au Canada en été afin de conserver leur statut légal de résidence. La présence canadienne étant d'autant plus remarquée avec les Québécois en Floride que des institutions financières québécoises s'y sont installées en plus de journaux du Québec qui sont livrés chaque matin dans certaines régions « québécoises » de la Floride, comme à Hallandale Beach, Pompano Beach, Lauderhill, Fort Lauderdale, Fort Myers et Key West. Depuis la première moitié du XXe siècle, des relations économiques et de développement d'affaires se sont développées et sont maintenant présentes à l'année longue. On y retrouve en plus plusieurs centaines de milliers de propriétés québécoises. De plus, une forte présence de Québécois peut être remarquée dans le Maine, à Old Orchard Beach et à Ogunquit, lors des vacances d'été.

### Canada

#### Ontario
Le développement des ressources minières dans le Nord et l'Est de l'Ontario de la fin du XIXe et du début du XXe siècle attire une main d'œuvre québécoise nombreuse. Une grande partie du demi-million des Franco-Ontariens d'aujourd'hui sont des descendants de ces émigrants québécois.
Les populations de Franco-Ontariens sont traditionnellement concentrées autour du diocèse d'Alexandria-Cornwall, du diocèse de Timmins, du diocèse de Hearst, du diocèse de Moosonee et du diocèse de Sault-Sainte-Marie.

#### Ouest canadien
Bien que bon nombre d'émigrants viennent du Québec ou de l'Ontario, ce sont souvent des émigrants franco-américains qui forment le noyau de population de plusieurs communautés francophones dans l'Ouest canadien. Ces populations se désignent aujourd'hui d'après leur province de résidence (Franco-Manitobains, des Fransaskois ou Franco-Colombiens). 
Ces populations sont traditionnellement concentrées autour de l'archidiocèse de Saint-Boniface, de l'archidiocèse de Keewatin-Le Pas, du diocèse de Churchill, de l'archidiocèse de Grouard-McLennan et du diocèse de Saint-Paul en Alberta.

### France
Le Québec constitue un partenaire privilégié de la France, en particulier du fait des liens historiques et linguistiques qui les unissent. Depuis l'époque de la Nouvelle-France jusqu'à aujourd'hui, des Canadiens français choisissent d'émigrer en France. Plusieurs artistes notamment le feront parce qu'incompris dans un Québec clérical, plus particulièrement pendant la période dite de la « Grande Noirceur » (1944-1959).

## Culture populaire
- Dans le film Louis Cyr : L'Homme le plus fort du monde (2013), qui relate la vie de l'homme fort québécois Louis Cyr, on aperçoit la réalité des Québécois exilés en Nouvelle-Angleterre dans les années 1870.
- Le film La Florida (1993) caricature la réalité des Québécois exilés en Floride.
- Le célèbre écrivain américain Jean Louis « Jack » Kerouac est l'une des figures les plus connues de la diaspora québécoise. Il mène toutefois sa vie loin de la culture de ses parents francophones.
- Un rêve américain (2014), un documentaire réalisé par Bruno Boulianne, met en lumière le parcours d'Américains d'origine canadienne-française qui habitent actuellement aux États-Unis.